# Лясовице-Залев
Лясовице-Залев (пол. Lasowice Zalew) — остановочный пункт (платформа пассажирская) Верхнесилезских узкоколейных железных дорог в городе Тарновске-Гуры (расположен в дзельнице Лясовице), в Силезском воеводстве Польши. Имеет 1 платформу и 1 путь. Используются для перевозки туристов на узкоколейной линии Мястечко-Слёнске-Узкоколейная — Бытом-Узкоколейная.
Остановочный пункт был основан в 1856 году, когда эта территория была в составе Королевства Пруссия.